# الصابون يقتل
الصابون يقتل (بالإنجليزية: Soap Kills)‏، هي فرقة موسيقية غنائية لبنانية مستقلة. تشكلت الفرقة في أكتوبر 1997 على يد زيد حمدان وياسمين حمدان، زيد وياسمين من مواليد بيروت في عام 1976، وهم ليسوا أشقاء أو أقارب رغم تشابه الأسماء. الفريق يقوم بمزج موسيقى الإلكترونيك مع الأغنيات العربية التراثية والشهيرة، بالإضافة لعمل أغاني خاصة بالفريق. أصدرت الفرقة 3 ألبومات، وأفضل أغانيها كانت في عام 2015 The Best of Soapkills.

## الألبومات
- 2001: باتر
- 2002: شفتك
- 2005: إنت فين

## وصلات خارجية
- الصابون يقتل على موقع ميوزك برينز (الإنجليزية)
- الصابون يقتل على موقع ديسكوغز (الإنجليزية)

- الموقع الرسمي للفرقة
- مدونة الفرقة

1. ↑  "معلومات عن الصابون يقتل على موقع discogs.com". discogs.com. مؤرشف من الأصل في 2016-06-16.
2. ↑  "معلومات عن الصابون يقتل على موقع musicbrainz.org". musicbrainz.org. مؤرشف من الأصل في 2016-04-18.